# Taxi Driver
Pour les articles homonymes, voir Taxi Driver (homonymie).
Pour plus de détails, voir Fiche technique et Distribution.
Taxi Driver, ou Chauffeur de taxi au Québec, est un film américain réalisé par Martin Scorsese et sorti en 1976. Écrit par Paul Schrader, il met en vedette Robert De Niro, Jodie Foster, Harvey Keitel et Cybill Shepherd.
Le film est régulièrement cité par les critiques, les réalisateurs et les cinéphiles comme l'un des plus grands films de tous les temps. Il remporte la Palme d'or du festival de Cannes 1976 et a été nommé pour quatre Oscars, dont celui du meilleur film.
En 1994, Taxi Driver est sélectionné pour être conservé par le National Film Registry de la bibliothèque du Congrès américain, pour son « importance culturelle, historique ou esthétique ».
En juin 2003, Travis Bickle est sélectionné par l'American Film Institute en tant que 30e méchant le plus emblématique du cinéma américain dans le classement AFI's 100 Years... 100 Heroes and Villains.

## Synopsis

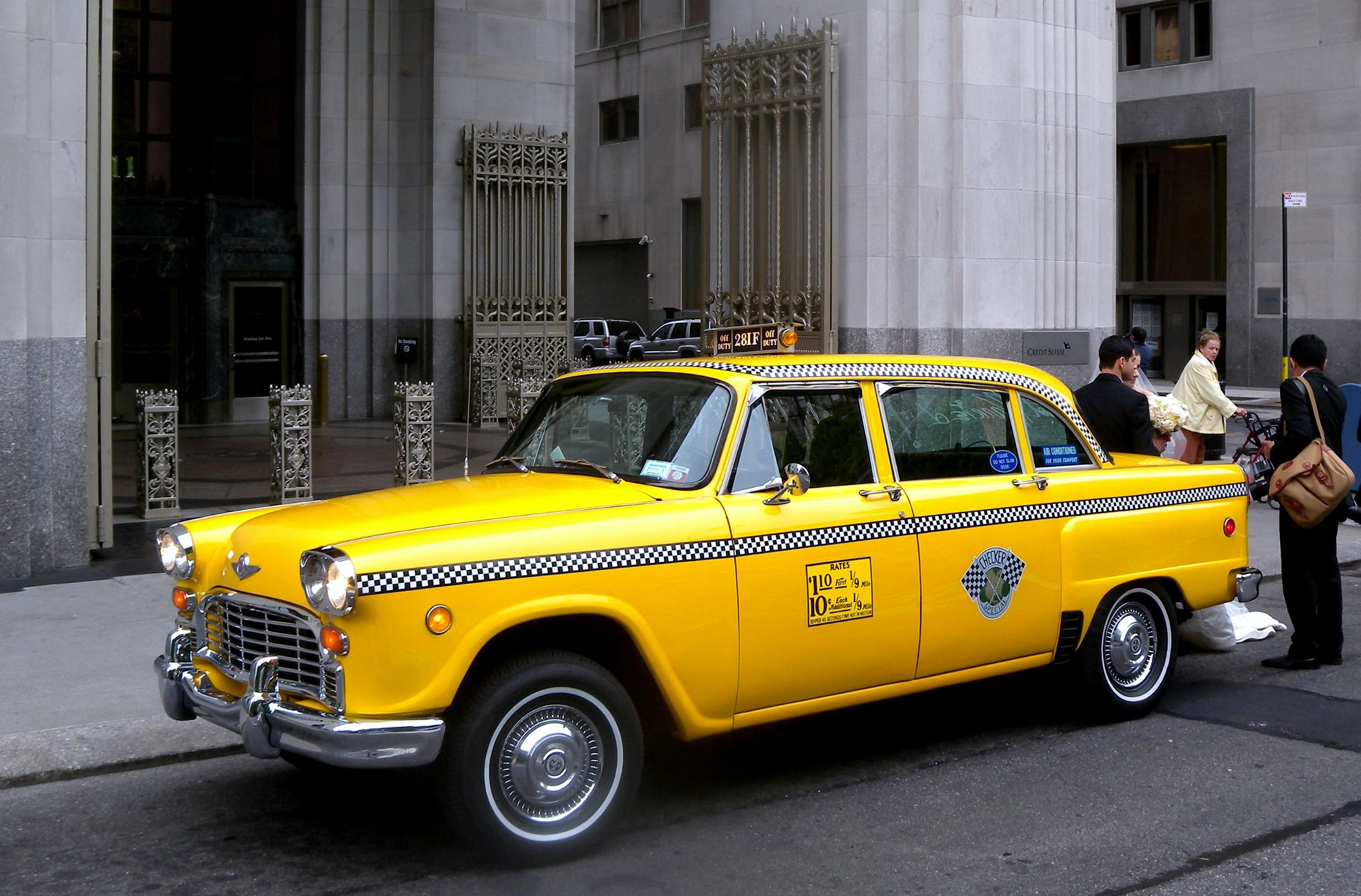
Un taxi de New York, de marque Checker, semblable à celui du film.

Travis Bickle, jeune homme du Midwest et ancien marine, est chauffeur de taxi de nuit à New York. Insomniaque et solitaire, il rencontre un jour Betsy, une assistante du sénateur Charles Palantine, candidat à la présidentielle. Après un premier rendez-vous pour un café, elle repousse ce chauffeur de taxi après qu'il l'a emmenée voir un film pornographique. Renvoyé à sa solitude et confronté à la violence et à la perversion de la nuit new-yorkaise, il achète des armes au marché noir et s'entraîne à les manier.
Alors qu'il parcourt les rayons d'une supérette qu'il a l'habitude de fréquenter, le caissier se fait braquer par un jeune Afro-Américain. Il intervient en tirant sur le malfaiteur qu'il blesse. Il explique au caissier qu'il n'a pas de permis de port d'arme, le caissier lui demande alors de partir et achève le jeune homme à coups de barre de fer.

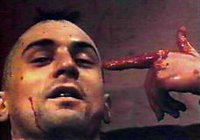
Robert de Niro interprétant Travis Bickle dans la scéne finale du film où il a abattu tous les proxénètes d'Iris

Travis se met ensuite en tête de sauver Iris, une prostituée mineure de douze ans qui a fui son foyer familial et qu'il aperçoit régulièrement dans la rue. Elle refuse son aide mais sympathise avec lui. Un soir, après avoir vainement tenté d'abattre Palantine, il se rend dans la rue où Iris se prostitue, tire sur son proxénète, « Sport » Matthew, puis sur le tenancier de l'hôtel de passe, et enfin sur le mafieux Anthony Sciloso  qui était dans la chambre avec Iris[réf. nécessaire]. Il reçoit une balle dans la carotide et au bras droit, mais survit.
Travis reçoit une lettre des parents d'Iris, qui le remercient d'avoir aidé leur fille à réintégrer le foyer familial. Devenu un héros, mais surtout ayant pu se rendre utile, et donc ayant trouvé un sens à son existence, Travis reprend sa vie de chauffeur de taxi plus sereinement. Il retourne à son travail et rencontre de nouveau Betsy comme cliente de son taxi. Elle lui parle de sa nouvelle célébrité, mais Travis se défend d'être un héros et la dépose gratuitement. Il la regarde dans son rétroviseur alors qu'il part chercher un nouveau client.

## Fiche technique
Sauf indication contraire, les informations mentionnées dans cette section peuvent être confirmées par la base de données cinématographiques IMDb,  présente dans la section « Liens externes ».
- Titre original et français  : Taxi Driver
- Titre québécois : Chauffeur de taxi[2]
- Réalisation : Martin Scorsese
- Scénario : Paul Schrader
- Musique : Bernard Herrmann
- Photographie : Michael Chapman
- Costumes : Ruth Morley
- Maquillage : Dick Smith
- Production : Michael Phillips, Julia Phillips
- Sociétés de distribution : Columbia Pictures (États-Unis), Warner-Columbia Films (France)
- Pays de production :  États-Unis
- Langue originale : anglais
- Format : sphérique, 35 mm, 1,85:1
- Genre : drame psychologique, néo-noir[3]
- Durée : 109 minutes
- Budget : 1 300 000 dollars[4]
- Dates de sortie[2]:
  - États-Unis : 8 février 1976
  - France : 13 mai 1976 (festival de Cannes) ; 2 juin 1976 (sortie nationale) ; 10 janvier 2001 (ressortie limitée)
- Classification : 
  - France : Interdit aux moins de 18 ans lors de sa sortie en salles[5], puis interdit aux moins de 12 ans depuis 1991[6]
  - États-Unis : R - Restricted (les mineurs de 17 ou moins doivent être accompagnés d'un adulte)

## Distribution
Sauf indication contraire, les informations mentionnées dans cette section peuvent être confirmées par la base de données cinématographiques IMDb,  présente dans la section « Liens externes ».
- Robert De Niro (VF : Maurice Sarfati) : Travis Bickle
- Cybill Shepherd (VF : Danielle Volle) : Betsy
- Peter Boyle (VF : Jacques Deschamps) : Sorcier
- Jodie Foster : Iris « Easy » Steensma
- Harvey Keitel (VF : Daniel Gall) : « Sport » Matthew
- Leonard Harris (VF : Jean-François Laley) : Charles Palantine
- Albert Brooks (VF : Bernard Murat) : Tom
- Norman Matlock  (VF : Med Hondo)  : Charlie T
- Victor Argo  (VF : Gérard Hernandez)  : Mario
- Steven Prince (VF : Pierre Arditi) : Andy
- Joe Spinell  (VF : Jacques Ferrière)  : le recruteur au service des taxis
- Richard Higgs (VF : Jean-Claude Michel) : l'agent des services secrets
- Martin Scorsese (VF : Jean-Pierre Dorat) : le client du taxi qui regarde sa femme à travers la fenêtre[a]
- Murray Moston : le maquereau d'Iris
- Bob Maroff : un mafioso
- Nicholas Shields (VF : Francis Lax) : l'aide de Palantine

Dans ce film, Connie, sœur ainée de Jodie Foster a été fausse « doublure corps », embauchée (mais non employée) pour faire face à l'interdiction de recours à des mineurs lors du tournage de « scènes explicites ».
Sources : version française (VF) sur Allodoublage

## Production

### Genèse du film
C'est tout d'abord Robert Mulligan, réalisateur de Du silence et des ombres, qui est pressenti à la réalisation, ainsi que Jeff Bridges pour le rôle de Travis Bickle. Brian De Palma est également intéressé par la réalisation de ce film, mais le scénariste Paul Schrader insiste pour que Martin Scorsese et Robert De Niro se retrouvent derrière et devant la caméra.
Paul Schrader aurait écrit le scénario de Taxi Driver en cinq jours[réf. nécessaire]. L'histoire serait en partie autobiographique. Vivant à Los Angeles, il avait été rejeté par sa petite amie. Pendant des semaines, il a fréquenté des cinémas pornos et développé une obsession morbide pour les armes à feu[réf. nécessaire]. À la sortie du film en 1976, New York est une des villes au taux de criminalité le plus élevé au monde.
Scorsese a noté que le personnage de Jef Costello, incarné par Alain Delon dans Le Samouraï, a inspiré la création de Travis Bickle, le protagoniste (Robert de Niro) de Taxi Driver (le rôle sera d'ailleurs proposé à Alain Delon),.

### Choix des interprètes
Lorsque l'un des producteurs, Tony Bill, envisage de produire le film, il envoie le script à Al Pacino dans l'espoir qu'il acceptera le rôle principal, mais ce dernier refuse la proposition qui lui est faite.
Jodie Foster n'est pas le premier choix pour jouer Iris. Scorsese a d'abord considéré Melanie Griffith, Linda Blair, Bo Derek et Carrie Fisher pour le rôle. Une nouvelle auditionnée, Mariel Hemingway, est pressentie, mais elle abandonne à la suite des pressions de sa famille. Après que d'autres actrices ont abandonné les auditions, c'est Jodie Foster, une enfant actrice, qui est finalement retenue.
L'acteur Rock Hudson devait jouer le rôle du sénateur Charles Palantine, mais refusa à cause de son engagement sur la série McMillan.
Martin Scorsese apparaît dans le film, une première fois furtivement, lors d'un plan panoramique, puis une seconde fois comme client de Travis Bickle.
On peut voir aussi apparaître la compagne de Robert De Niro, Diahnne Abbott, comme ouvreuse d'un cinéma porno. De même pour Catherine Scorsese (en), mère du réalisateur, qui apparaît sur la photo, découpée dans un journal, des parents d'Iris.
La production aurait préféré Farrah Fawcett dans le rôle de Betsy.

### Tournage
Le tournage a lieu de juin à septembre 1975. Afin d'alléger le budget du film, le réalisateur et Robert De Niro acceptent de diminuer leur salaire. Celui de l'acteur descend à 35 000 dollars, alors qu'on lui proposait cinq fois plus pour jouer dans le film Un pont trop loin réalisé par Richard Attenborough.
C'est De Niro qui a improvisé la séquence avec la fameuse réplique « You talkin' to me? ».  Il s'est inspiré de la phrase prononcée par Bruce Springsteen qu'il avait été voir en août 1975 pendant le tournage qui disait dos au plublic "You talkin' to me ?" ainsi que des films "A bout de souffle" (1960) avec Jean-Paul Belmondo et "Reflets dans un oeil d'or" (1967) avec Marlon Brando.
À l'époque du tournage du film, la scène de la tuerie était considérée comme excessivement forte. Afin d'obtenir un classement acceptable du film par la censure, Scorsese atténue les couleurs dans cette scène, pour rendre le sang moins visible.
Avant le tournage, De Niro a travaillé douze heures par jour dans un taxi afin de se préparer pour son rôle. Il a aussi étudié la maladie mentale. Sa crête iroquoise n'est pas réelle car il lui restait des scènes à jouer avec ses cheveux. Le maquilleur Dick Smith lui a collé un capuchon sur la tête.
La scène où Jodie Foster et Harvey Keitel dansent dans l'appartement est improvisée et n’apparaît pas dans le script. Âgée seulement de 12 ans (puisqu'elle est née en novembre 1962 et que le tournage a eu lieu de juin à septembre 1975), Jodie Foster ne put faire certaines scènes explicites. C'est sa sœur de 21 ans, Connie, qui la doubla.
Lorsque Travis regarde la télévision et la laisse tomber en la poussant doucement du bout du pied, c'est une scène des Feux de l'amour qui est diffusée. Il s'agit d'une conversation entre Brock Reynolds et Jill Foster à propos de l'amour que Brock porte à Jill et de l'amour de celle-ci pour le beau-père de Brock.
La jeune femme avec qui Jodie Foster a préparé son rôle apparaît dans le film comme son amie dans la rue.

#### Lieux de tournage
Le restaurant où les chauffeurs de taxi se réunissent était un véritable restaurant où les cabbies se donnaient rendez-vous. Appelé Belmore Cafeteria, il était situé au coin de la 28e rue et de South Park Avenue. Il a été démoli depuis.
La maison où habite Iris est le 226 dans la 13e rue à Manhattan. Les quartiers de Times Square, Broadway, Central Park ou Columbus Circle ont également été des lieux de tournage du film.

### Bande originale
Le compositeur Bernard Herrmann, compositeur réputé pour son travail avec Alfred Hitchcock, est mort avant la sortie du film. Celui-ci lui est dédié. La plupart des musiques semblent relativement longues, en fait c'est la même chanson reprise au même endroit qui revient de manière régulière dans beaucoup de scènes du film.
Liste des titres
1. Main Title
2. Thank God for the Rain
3. Cleaning the Cab
4. I Still Can't Sleep/They Cannot Touch Her (Betsy's Theme)
5. Phone Call/I Realise how much She is Like the Others/A Strange Customer/Watching Palantine on TV/You're Gonna Die in Hell/Betsy's Theme/Hitting the Girl
6. The .44 Magnum is a Monster
7. Getting into Shape/Listen you Screwheads/Gun Play/Dear Father & Mother/The Card/Soap Opera
8. Sport and Iris
9. The $20 Bill/Target Practice
10. Assassination Attempt/After the Carnage
11. A Reluctant Hero/Betsy/End Credits
12. Diary of a Taxi Driver
13. God's Lonely Man
14. Theme from Taxi Driver
15. I Work the Whole City
16. Betsy in a White Dress
17. The Days do not End
18. Theme from Taxi Driver (reprise)

## Accueil

### Critique
Taxi Driver fut un succès commercial et gagna la Palme d'or au Festival de Cannes 1976. Il fut nommé pour quatre Oscars, y compris pour celui du meilleur film et du meilleur acteur (De Niro). En 1994, le film est sélectionné pour le National Film Registry par le National Film Preservation Board pour la conservation à la bibliothèque du Congrès aux États-Unis. Le Time le sélectionne comme un des 100 meilleurs films de tous les temps. Il obtient 89 % de critiques positives sur Rotten Tomatoes pour 159 critiques et une note de 4,8/5 sur Allociné pour 8 critiques presses recensées. 

### Box-office
Tourné avec un budget de 1,3 million de dollars, Taxi Driver est un succès financier rapportant 28 262 574 $ aux États-Unis, faisant de ce dernier le 17e film le plus rentable de l'année 1976. En France, il totalise 2 701 755 entrées.

## Distinctions
Sauf indication contraire, les informations mentionnées dans cette section peuvent être confirmées par la base de données cinématographiques IMDb,  présente dans la section « Liens externes ».
- Festival de Cannes 1976[19] : Palme d'or
- Hochi Film Awards 1976 : meilleur film étranger
- Los Angeles Film Critics Association Awards 1976 :
  - Meilleur acteur pour Robert De Niro
  - Meilleure musique pour Bernard Herrmann
- Oscars 1977 :
  - Nomination à l'Oscar du meilleur film
  - Nomination à l'Oscar du meilleur acteur pour Robert De Niro
  - Nomination à l'Oscar de la meilleure actrice dans un second rôle pour Jodie Foster
  - Nomination à l'Oscar de la meilleure musique de film pour Bernard Herrmann
- BAFTA Awards 1977 :
  - British Academy Film Award de la meilleure musique de film pour Bernard Herrmann
  - British Academy Film Award de la meilleure actrice dans un second rôle pour Jodie Foster, également pour Bugsy Malone
  - British Academy Film Award de la meilleure révélation pour Jodie Foster, également pour Bugsy Malone
  - Nomination au British Academy Film Award du meilleur film
  - Nomination au British Academy Film Award du meilleur acteur dans un rôle principal pour Robert De Niro
  - Nomination au British Academy Film Award du meilleur réalisateur pour Martin Scorsese
  - Nomination au British Academy Film Award du meilleur montage pour Marcia Lucas, Tom Rolf et Melvin Shapiro
- Golden Globes 1977 :
  - Nomination au Golden Globe du meilleur acteur dans un film dramatique pour Robert De Niro
  - Nomination au Golden Globe du meilleur scénario pour Paul Schrader
- Blue Ribbon Awards 1977 : meilleur film étranger
- Grammy Awards 1977 : nomination au Grammy Award du meilleur album écrit pour le cinéma ou un programme télévisé spécial pour Bernard Herrmann
- Kansas City Film Critics Circle Awards 1977 : meilleure actrice dans un second rôle pour Jodie Foster
- Kinema Junpo Awards 1977 : meilleur réalisateur d'un film en langue étrangère pour Martin Scorsese
- National Society of Film Critics Awards 1977 :
  - Meilleur acteur pour Robert De Niro
  - Meilleur réalisateur pour Martin Scorsese
  - Meilleure actrice dans un second rôle pour Jodie Foster
- New York Film Critics Circle Awards 1977 : meilleur acteur pour Robert De Niro
- Prix David di Donatello 1977 :
  - Prix spécial pour la performance de Jodie Foster
  - Prix spécial pour Martin Scorsese
- Prix Sant Jordi du cinéma 1978 : meilleur acteur dans des films étrangers pour Robert De Niro, également récompensé pour Mean Streets (1973), Le Dernier Nabab (1976), New York, New York (1977) et 1900 (1976)
- Fotogramas de Plata 1978 : meilleur acteur d'un film étranger pour Robert De Niro
- National Film Preservation Board 1994 : entrée au National Film Registry[1]

## Analyse
- Taxi Driver est l'un des premiers films à mentionner les conséquences psychologiques de la guerre du Viêt Nam sur les soldats qui y ont combattu[20]. Il est connu pour avoir inspiré John Hinckley Jr. dans sa tentative d'assassinat de Ronald Reagan en 1981, et sera même projeté au jury comme pièce à conviction durant son procès[21].

## Postérité
La scène où Travis se regarde dans le miroir, l'arme à la main, en disant : « C'est à moi que tu parles ? » (« You talkin' to me? ») est devenue une des répliques culte les plus célèbres du cinéma américain. Depuis, elle a été reprise dans de nombreux films, tels que Le Roi lion, Retour vers le futur 3, La Haine, mais aussi dans des séries comme Nerdz.
Au début et à la fin de la chanson The Badge (reprise du groupe Poison Idea) par le groupe de metal Pantera, on peut entendre le cri de « Sport » Matthew quand il se fait tirer dessus ainsi que les bruits d'éclats de verre et ceux du « gérant du couloir » en train de crier sur Travis après s’être fait tirer dessus.